# Rozkosze
Rozkosze – dawna kolonia. Tereny, na których była położona, leżą obecnie na Białorusi, w obwodzie witebskim, w rejonie brasławskim, w sielsowiecie Mieżany.
Inna nazwa miejscowości to Roskosze, lub wg mapy WIGu Rozkosze I i Rozkosze II.

## Historia
W latach 1921–1939 kolonia i zaścianek leżały w Polsce, w województwie nowogródzkim (od 1926 w województwie wileńskim) w powiecie brasławskim w gminie Dryświaty.
Według Powszechnego Spisu Ludności z 1921 roku zamieszkiwało:
- Rozkosze (kolonia) – 18 osób, 1 była wyznania rzymskokatolickiego a 17 prawosławnego. Jednocześnie 1 mieszkaniec zadeklarował polską przynależność narodową a 17 białoruską. Były tu 3 budynki mieszkalne[3].
- Rozkosze (zaścianek) – 8 osób, wszystkie były wyznania staroobrzędowego i zadeklarowały białoruską przynależność narodową. Były tu 3 budynki mieszkalne[3].

W 1931 wykazano już tylko kolonię, gdzie w 9 domach zamieszkiwało 43 osoby.
Miejscowość należała do parafii rzymskokatolickiej w Dryświatach. W 1933 podlegała pod Sąd Grodzki w m. Turmont i Okręgowy w Wilnie; właściwy urząd pocztowy mieścił się w Dryświatach.